# Gherramus tott'impare
Gherramus tott'impare è un mini album realizzato in collaborazione dai gruppi musicali sardi Kenze Neke ed Askra, pubblicato nel 1995 da Gridalo Forte Records e Gherrianu produtziones.

## Il disco
Gherramus tott'impare (che in sardo significa "lottiamo tutt'insieme") è il frutto della collaborazione tra due gruppi siniscolesi Folk punk: i Kenze Neke, con all'attivo già 2 album, che partecipano con versioni inedite di due brani, ovvero Liberos, rispettatos, uguales (che comparirà nell'omonimo album del 1998 in una differente versione) e Non d'isco (già presente in un'altra versione nel precedente Naralu! De uve sese del 1992), e gli Askra, con i brani Nuraxi Figus e Non bi l'acco presenti anche nel loro album d'esordio A sa muta! del 1996. Il disco rappresenta il primo episodio di collaborazione tra i due gruppi compaesani che li porterà, dopo diverse comparizioni di membri dei Kenze Neke negli album in studio degli Askra, a fondersi dando vita al progetto KNA (Kenze Neke - Askra) dal 2006 al 2012 e dal 2012 in poi al progetto Soberanìa Populare (gruppo composto da membri degli Askra e degli Tzoku, ex Kenze Neke).

## Tracce

### Kenze Neke
1. Liberos, rispettatos, uguales – 6:55 (P. Mereu, R. Saporito)
2. Non d'isco – 4:18 (R. Saporito)

### Askra
1. Nuraxi Figus – 4:22 (testo: F. Coronas – musica: M. Cau)
2. Non bi l'acco – 4:12 (S. Usai, M. Cau, F. Coronas)